# Piet van der Sanden
Petrus (Piet) Joannes Antonius van der Sanden (ur. 11 listopada 1924 w Goudzie, zm. 18 stycznia 2015 w Hadze) – holenderski polityk i dziennikarz, deputowany krajowy i europejski.

## Życiorys
Uczył się w szkole handlowej, następnie w gimnazjum (którego nie ukończył). Podczas II wojny światowej wywieziony na roboty przymusowe w okolicy Hanoweru. Po wyzwoleniu pracował dla brytyjskiego wywiadu, od 1945 do 1947 był tłumaczem brytyjskich wojsk okupacyjnych w Niemczech. Następnie do 1966 pracował jako dziennikarz, w tym od 1960 jako reporter parlamentarny.
Działał w Katolickiej Partii Ludowej i od 1980 w Apelu Chrześcijańsko-Demokratycznym (w latach 1986–1989 był wiceprezesem ugrupowania). Od 1966 do 1971 sekretarz generalny klubu parlamentarnego KVP. W latach 1971–1972 i 1973–1989 deputowany Tweede Kamer, gdzie był wiceprzewodniczącym. Od lipca 1973 do października 1974 oddelegowany do Parlamentu Europejskiego. W latach 1989–1994 członek państwowej komisji zarządzającej ds. mediów.
Żonaty z Anną z domu Ockenfels, mieli czworo dzieci.

## Odznaczenia
Kawaler Orderu Lwa Niderlandzkiego (1984).